# 275 pr. n. št.
Stoletja: 4. stoletje pr. n. št. - 3. stoletje pr. n. št. - 2. stoletje pr. n. št.
Desetletja: 320. pr. n. št. 310. pr. n. št. 300. pr. n. št. 290. pr. n. št. 280. pr. n. št. - 270. pr. n. št. - 260. pr. n. št. 250. pr. n. št. 240. pr. n. št. 230. pr. n. št. 220. pr. n. št.
Leta: 280 pr. n. št. 279 pr. n. št. 278 pr. n. št. 277 pr. n. št. 276 pr. n. št.  - 275 pr. n. št. - 274 pr. n. št. 273 pr. n. št. 272 pr. n. št. 271 pr. n. št. 270 pr. n. št.

## Dogodki
- bitka pri Maleventu med Pirom in Rimljani
- Pir se vrne v Epir.
- Hieron II. postane sirakuški kralj.

## Rojstva
- Fabij Maksim, rimski politik, konzul, diktator in vojskovodja

## Smrti
- - Evklid, grški matematik (* okoli 365 pr. n. št.)